# Freestyle ai IX Giochi asiatici invernali - Halfpipe maschile
La gara dell'halfpipe maschile si è svolta l'8 febbraio 2025 al Yabuli Ski Resort di Harbin, in Cina.

## Risultati
| Pos | Atleta            | Run 1 | Run 2 | Run 3 | Totale |
| --- | ----------------- | ----- | ----- | ----- | ------ |
| 1   | Lee Seung-hun     | 96.00 | DNI   | 97.50 | 97.50  |
| 2   | Sheng Haipeng     | 90.50 | DNI   | DNI   | 90.50  |
| 3   | Moon Hee-sung     | 88.50 | DNI   | DNI   | 88.50  |
| 4   | Toma Matsuura     | 50.00 | 87.25 | DNI   | 87.25  |
| 5   | Sun Jingbo        | 86.25 | DNI   | DNI   | 86.25  |
| 6   | Su Shuaibing      | 82.25 | DNI   | DNI   | 82.25  |
| 7   | Shin Dong-ho      | 77.25 | DNI   | DNI   | 77.25  |
| 8   | Kashu Sato        | 58.00 | 68.50 | 71.00 | 71.00  |
| —   | Salman Al-Kandari |       |       |       | DNS    |